# Stephen Floersheimer
Stephen Helmuth Floersheimer (nacido el 21 de marzo de 1925 en Berlín; fallecido el 6 de abril de 2011 en Zúrich) fue un filántropo, banquero y coleccionista de arte.

## Vida
Stephen Floersheimer fue hijo del alemán-estadounidense Walter David Floersheimer (1900–1989) y de Charlotte (llamada Lotta), nacida Salomón y divorciada Rosenthal (1898–1989) Como hijo de padres judíos, huyó en 1933 a Bélgica y posteriormente a los Estados Unidos, donde vivió con su abuelo David Floersheimer (1873–1963). Su abuelo adquirió una granja lechera, que Stephen administró durante la Segunda Guerra Mundial. Después de la guerra, estudió Derecho en Oxford y luego desarrolló una carrera en el sector bancario.
En 1970, se trasladó a Suiza con su esposa Eliane, nacida Goldmuntz (1934–1974), y sus tres hijos. Allí se convirtió en socio y director del banco Landau & Kimche en Zúrich (adquirido en 1980 por el Banco Cantrade AG). En 1990 fundó su propia empresa fiduciaria y adquirió la ciudadanía suiza.

## Filántropo
En 1991, Floersheimer fundó un instituto de ciencias políticas en la Universidad Hebrea de Jerusalén. Este instituto publicó más de doscientas investigaciones sobre temas relacionados con la planificación y gobernanza en países árabes, así como sobre las relaciones entre religión y sociedad.
En 2007, este instituto fue reemplazado por las Floersheimer Studies del Institute of Urban and Regional Studies, con el objetivo de analizar los procesos que ocurren en la sociedad multicultural israelí y proponer estrategias de acción.
Su interés por la justicia lo llevó a fundar el Floersheimer Center for Constitutional Democracy en la Cardozo School of Law de la Universidad Yeshiva en Nueva York. Esto representó un avance importante en la comprensión y funcionamiento de la democracia en general. El centro se dedica a la tolerancia y el convivir entre palestinos y israelíes, con enfasis sobre mayoría y minoría en Israel, y colaboran con otras Universidades editando ensayos. Con una donación de 5 millones de dólares, el centro comenzó sus actividades en el año 2000, abordando temas como el estatus de Guantánamo.

## Coleccionista de arte
En 1989, Stephen Floersheimer heredó la colección de arte de su padres Walter y Charlotte. Algunas de las obras más destacadas fueron donadas al Museo de Israel y hoy cuelgan en el Pabellón Walter y Charlotte Floersheimer, en dicho museo. Entre ellas, hay pinturas de Raoul Dufy, Camille Corot, Edgar Degas y Auguste Renoir.
La colección en Suiza creció con nuevas adquisiciones realizadas por Stephen Floersheimer, convirtiéndose en una de las colecciones privadas más importantes del país. Obras de Claude Monet (Gran Canal, Venecia 1909), Pablo Picasso, Camille Pissarro, Paul Gauguin, Paul Cézanne, Alfred Sisley, Tiziano, Henri de Toulouse-Lautrec, Lyonel Feininger y Alexander Archipenko definieron el carácter de la colección.
Sus dos Arlequines de Juan Gris fueron prestados en 1990 al Museo Reina Sofía en Madrid para la exposición de este artista. También incluyó a pintores contemporáneos como Maurice Estève, Daniel Garbade, Gastón Chaissac y Charles Lapicque. Hasta la década de 1980, estas obras se exhibían cada invierno en la sede central del UBS en la Bahnhofstrasse de Zúrich.
En 1990, la colección obtuvo su sede permanente en su finca Casa Carlotta, ubicada en Orselina, en el cantón del Tesino en Suiza. Esta residencia, construida en la década de 1920, está rodeada por uno de los jardines privados más grandes de Suiza, decorado con esculturas modernas y clásicas, como una estatua de bronce de Aristide Maillol.

## Marinero
Stephen Floersheimer construyó su propio superyate de lujo a vela de 36 metros en 1996, con Terence Disdale como consultor de diseño. Diseñado y reacondicionado en 2015 por Camper & Nicholsons, el Yanneke Too fue construido utilizando E-glass, Kevlar y resina epoxi con un núcleo de cedro para el casco y espuma para la cubierta.
Ganó muchas competiciones, como la Superyacht Cup en Antigua en 2007, con el capitán Charles Dwyer al timón. Durante más de 10 años, participó y ganó en varias ocasiones el Puckets Invitational Superyacht Rendez-vous.

## Libros
- The Family Reunion: A reply to Mr. Murry, Oxford 1951
- Character and symbol in Thomas Mann's Joseph und seine Brüder, Oxford 1952[14]